# Адерсвил (Џорџија)
Адерсвил (енгл. Adairsville) град је у америчкој савезној држави Џорџија. По попису становништва из 2010. у њему је живело 4.648 становника.

## Демографија
Према попису становништва из 2010. у граду је живело 4.648 становника, што је 2.106 (82,8%) становника више него 2000. године.
| Група             | 2000.         | 2010.         |
| Белци             | 1.842 (72,5%) | 3.648 (78,5%) |
| Афроамериканци    | 573 (22,5%)   | 643 (13,8%)   |
| Азијати           | 35 (1,4%)     | 36 (0,8%)     |
| Хиспаноамериканци | 51 (2,0%)     | 249 (5,4%)    |
| Укупно            | 2.542         | 4.648         |